# P-grupa
V matematice, v teorii grup, se pro prvočíslo p rozumí p-grupou taková torzní grupa, jejíž všechny prvky mají řád rovný nějaké mocnině p. Tedy pro každý prvek g této grupy existuje přirozené číslo n takové, že g umocněno na {\displaystyle p^{n}} je rovno neutrálnímu prvku. Tyto grupy se také někdy nazývají primární nebo p-primární.
U konečných grup platí, že grupa je p-grupou tehdy a jen tehdy, pokud je její řád mocninou p.